# 埃图维
埃图维（法語：Étouvy，法語發音：[etuvi] ⓘ）是法国卡尔瓦多斯省的一个旧市镇，属于维尔区。2016年，埃图维与临近的19个市镇合并为新市镇苏勒夫尔昂博卡日。

## 地理
埃图维（48°53'36"N, 0°53'23"W）面积2.29 平方千米，位于法国诺曼底大区卡爾瓦多斯省，该省份为法国西北部沿海省份，北濒大西洋英吉利海峡，东北与滨海塞纳省以海上边界相接，东临厄尔省，南至奧恩省，西与芒什省接壤。
与埃图维接壤的市镇（或旧市镇、城区）包括：康帕尼奥勒、库隆斯、拉格拉沃里、圣玛丽洛蒙。
埃图维的时区为UTC+01:00、UTC+02:00（夏令时）。

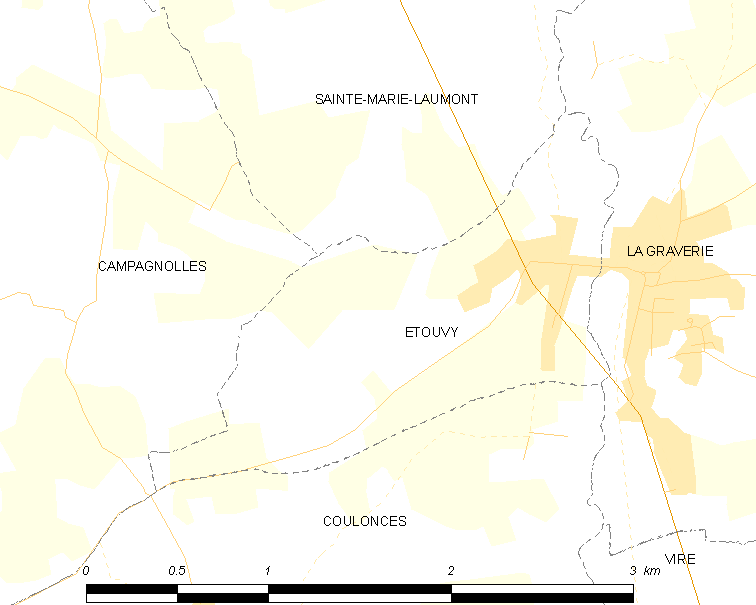
埃图维的OSM定位图

## 行政
埃图维的邮政编码为14350，INSEE市镇编码为14255。

## 政治
埃图维所属的省级选区为诺曼底地区孔代县。

## 人口

1962-2008年间埃图维人口变化图示

埃图维于2018年1月1日时的人口数量为285人。